# 닛산 오티
닛산 오티는 일본의 미쓰비시자동차공업이 생산하고 닛산 자동차가 판매하는 경자동차이다.

## 1세대

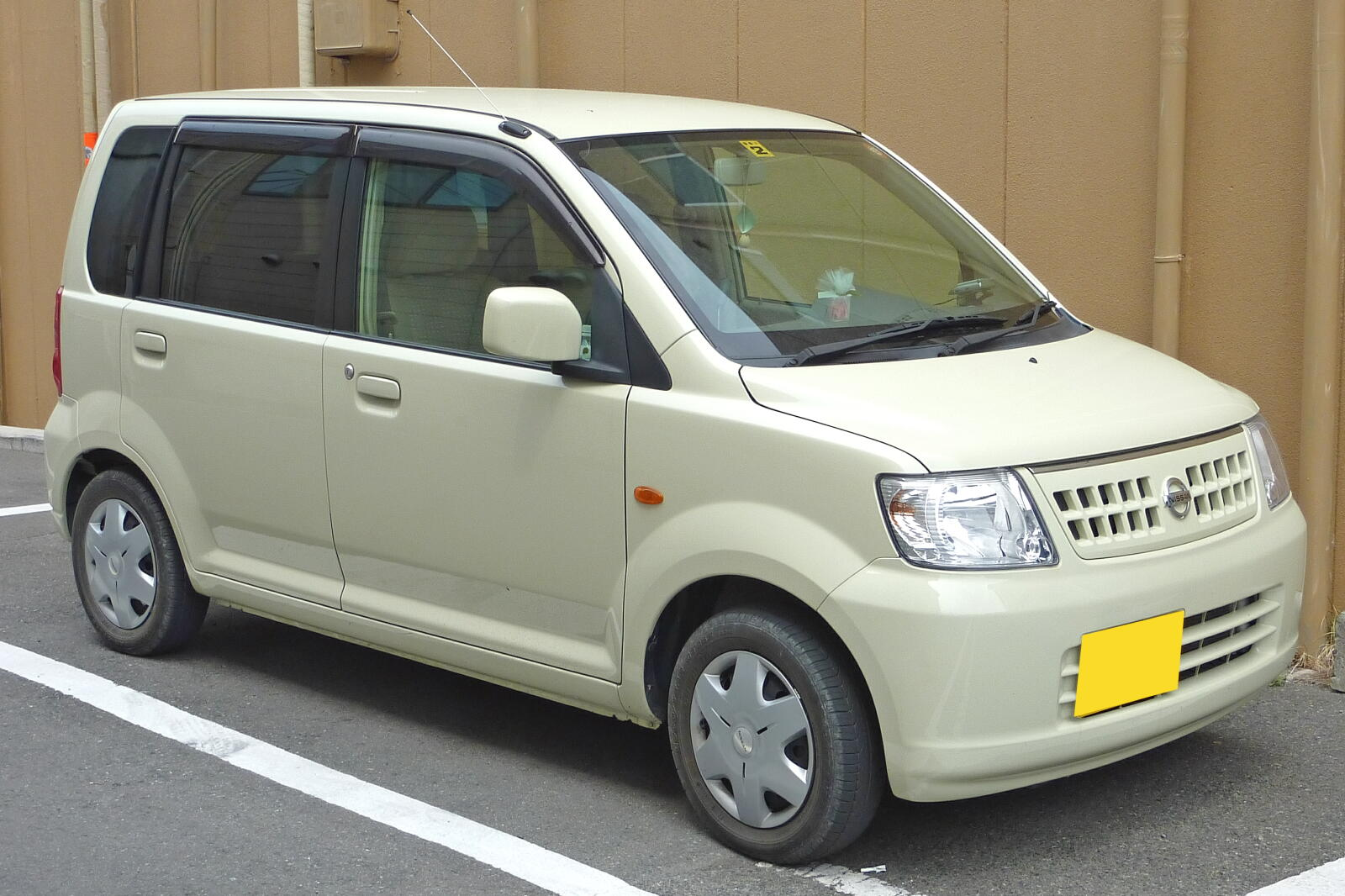
오티 정측면

2005년 닛산 자동차에서 미쓰비시 eK를 뱃지 엔지니어링하여 출시되었다. 닛산 자동차의 경자동차로는 2002년 출시된 모코에 이은 두 번째이고, 미쓰비시의 뱃지 엔지니어링으로는 2003년 출시된 클리퍼에 이어서도 두 번째이다. 2006년 eK와 함께 후속 차종의 출시로 단종되었다.

## 2세대

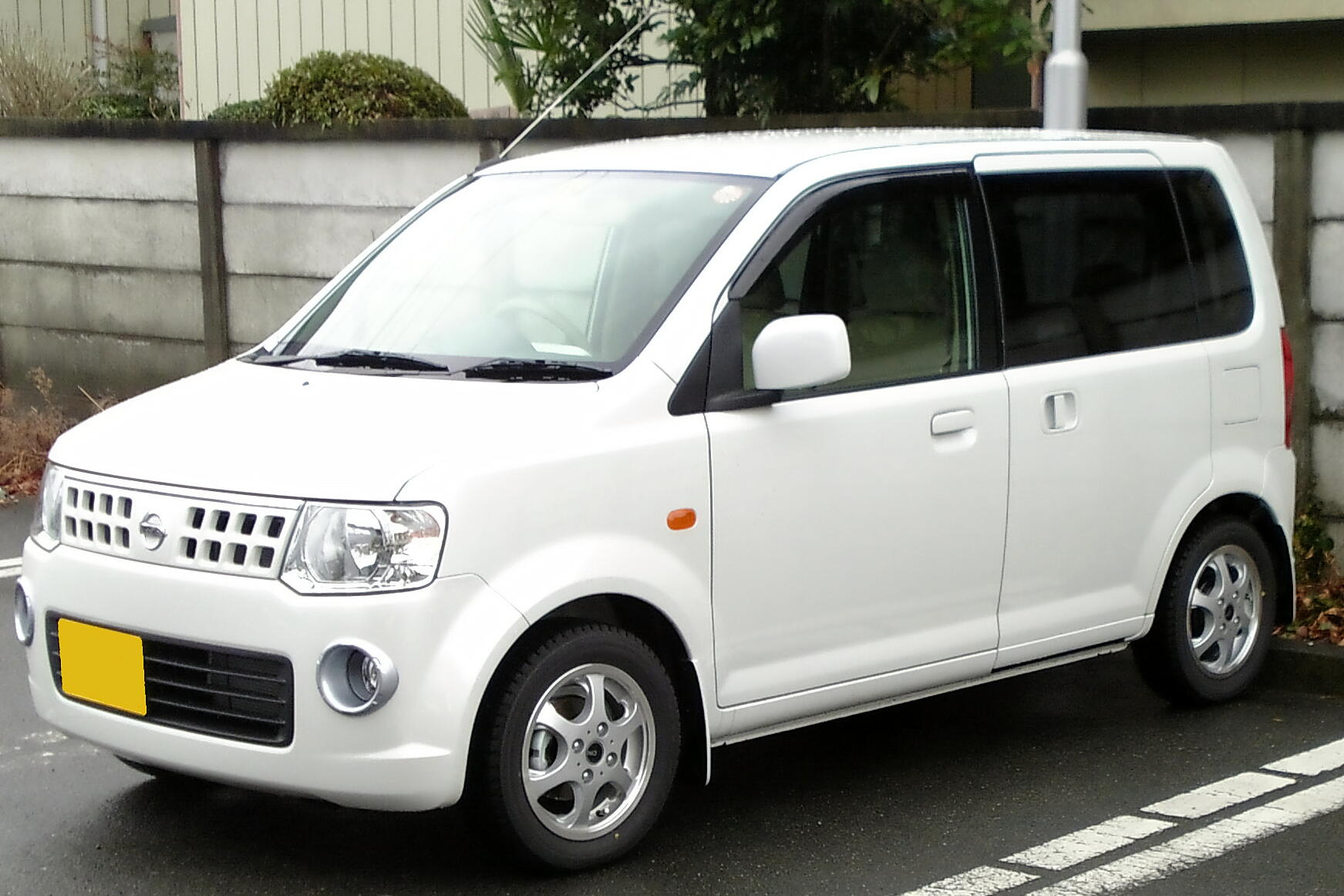
전기형 정측면

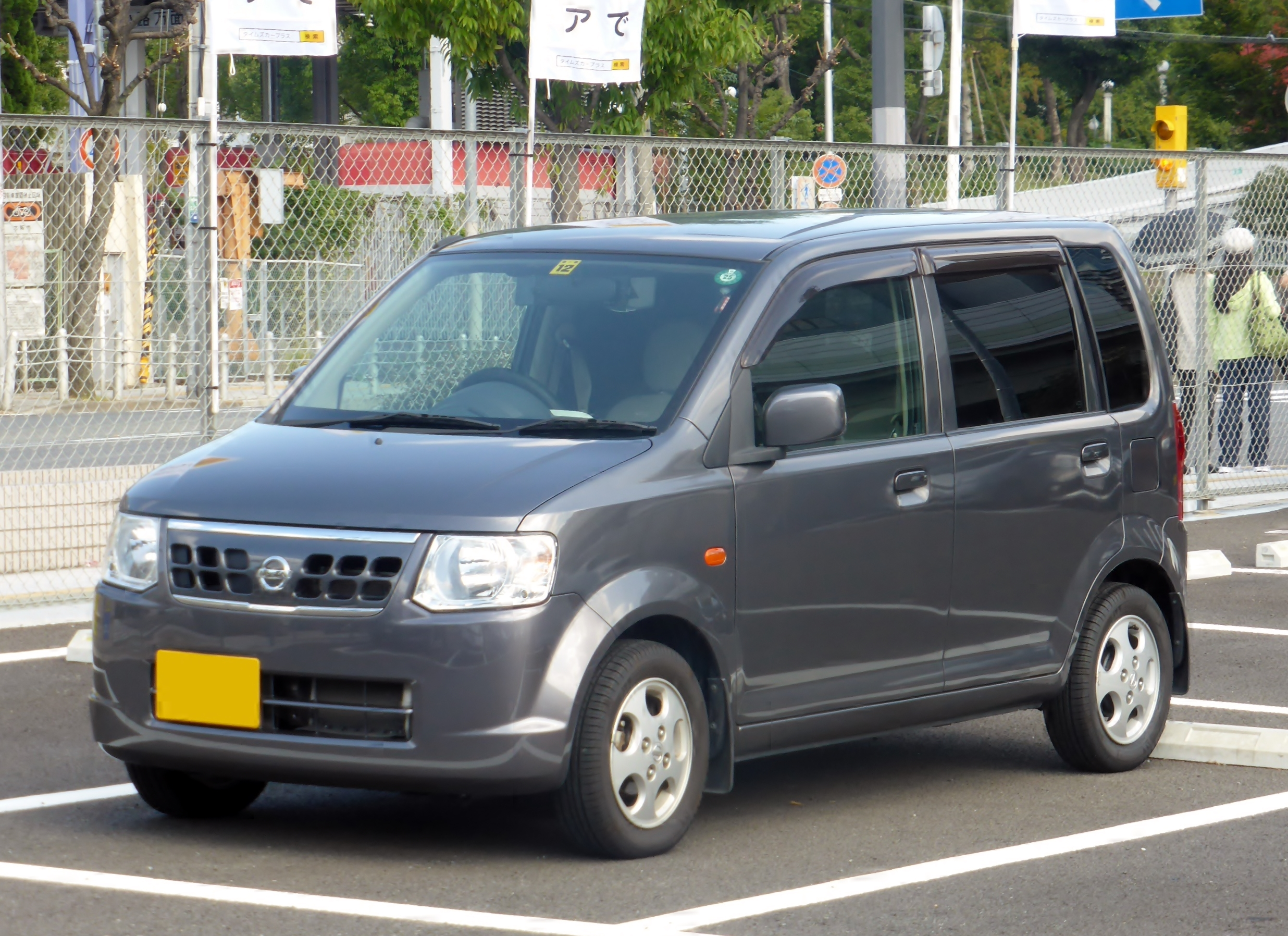
후기형 정측면

2006년 10월에 출시되었고, 2008년에는 앞범퍼의 디자인을 수정하는 등 마이너체인지를 거쳤다. 판매량은 좋은 편이었지만 2013년에 엔진 리콜이 빈번하였던 탓에 후속 차종의 명칭이 데이즈로 명명되면서 단종되었다.

## 같이 보기
- 미쓰비시 eK - 형제차
- 닛산 데이즈 - 후속 모델